# Ariel Filloy
Ariel Filloy, né le 11 mars 1987 à Córdoba en Argentine, est un joueur argentin naturalisé italien de basket-ball. Il évolue aux postes de meneur et d'arrière.

## Palmarès
- Champion d'Italie 2017
- EuroChallenge 2014
- 3e du championnat d'Europe -20 ans 2007